# 维多利亚女王纪念碑 (利物浦)

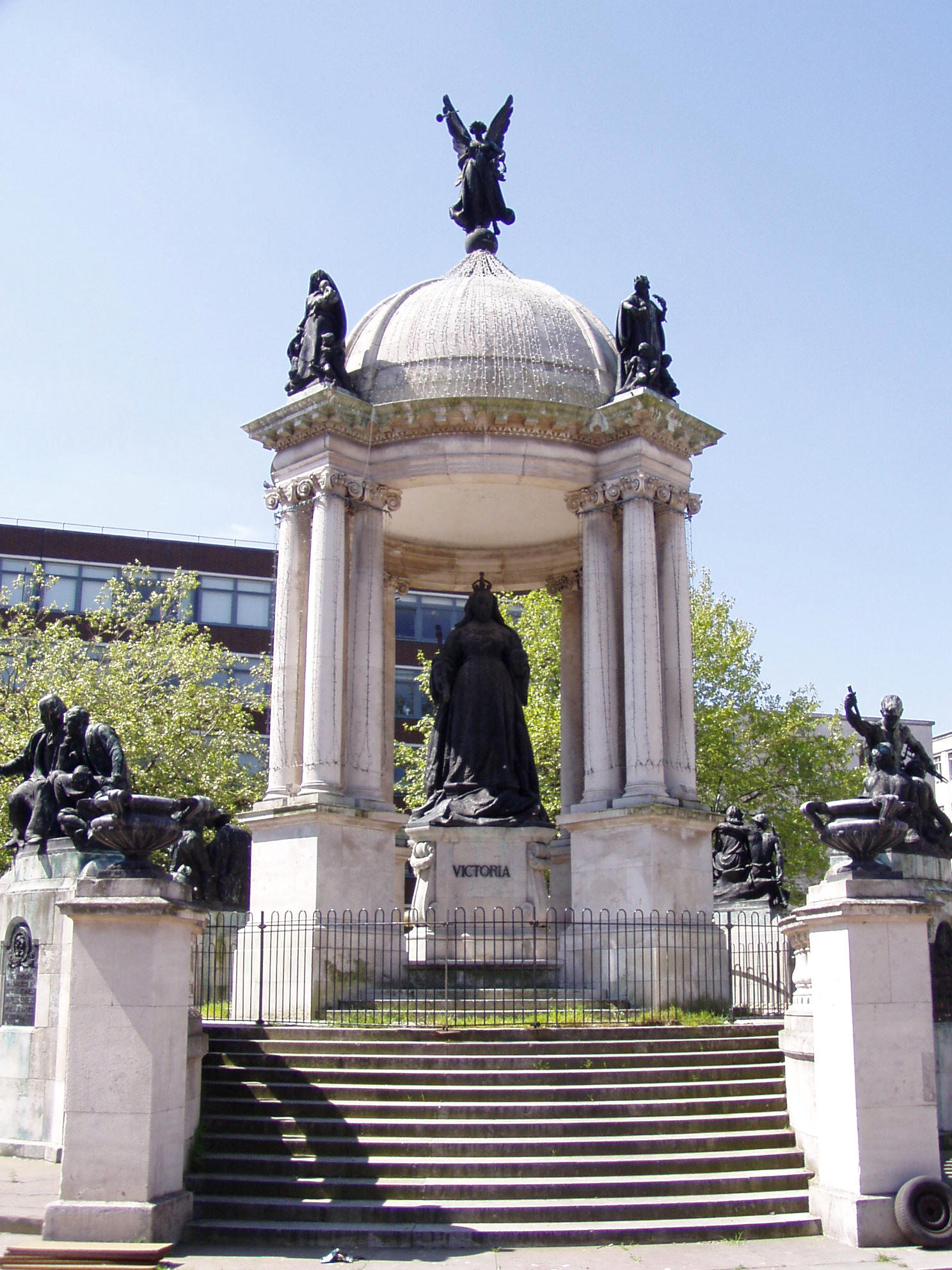

维多利亚女王纪念碑（Queen Victoria Monument）是一个大型新巴洛克式或布杂艺术 纪念碑，建于利物浦城堡原址的利物浦德比广场。由FM辛普森设计，1902年10月11日奠基，1906年9月27日揭幕，已被列为II级登录建筑。
基座周围有四组人物，分别代表农业，商业，工业和教育。 中心是高4.42（14.5英尺）的维多利亚女王雕像柱子顶部是四个寓言人物，代表正义，智慧，慈善和和平。 穹顶顶部的人物代表名望。
2002年，作为利物浦双年展节日的一部分，日本艺术家Tatsurou Bashi在女王雕像附近建了一个名为“维多利亚别墅”的酒店房间，付费的客人可以在那里度过一晚。

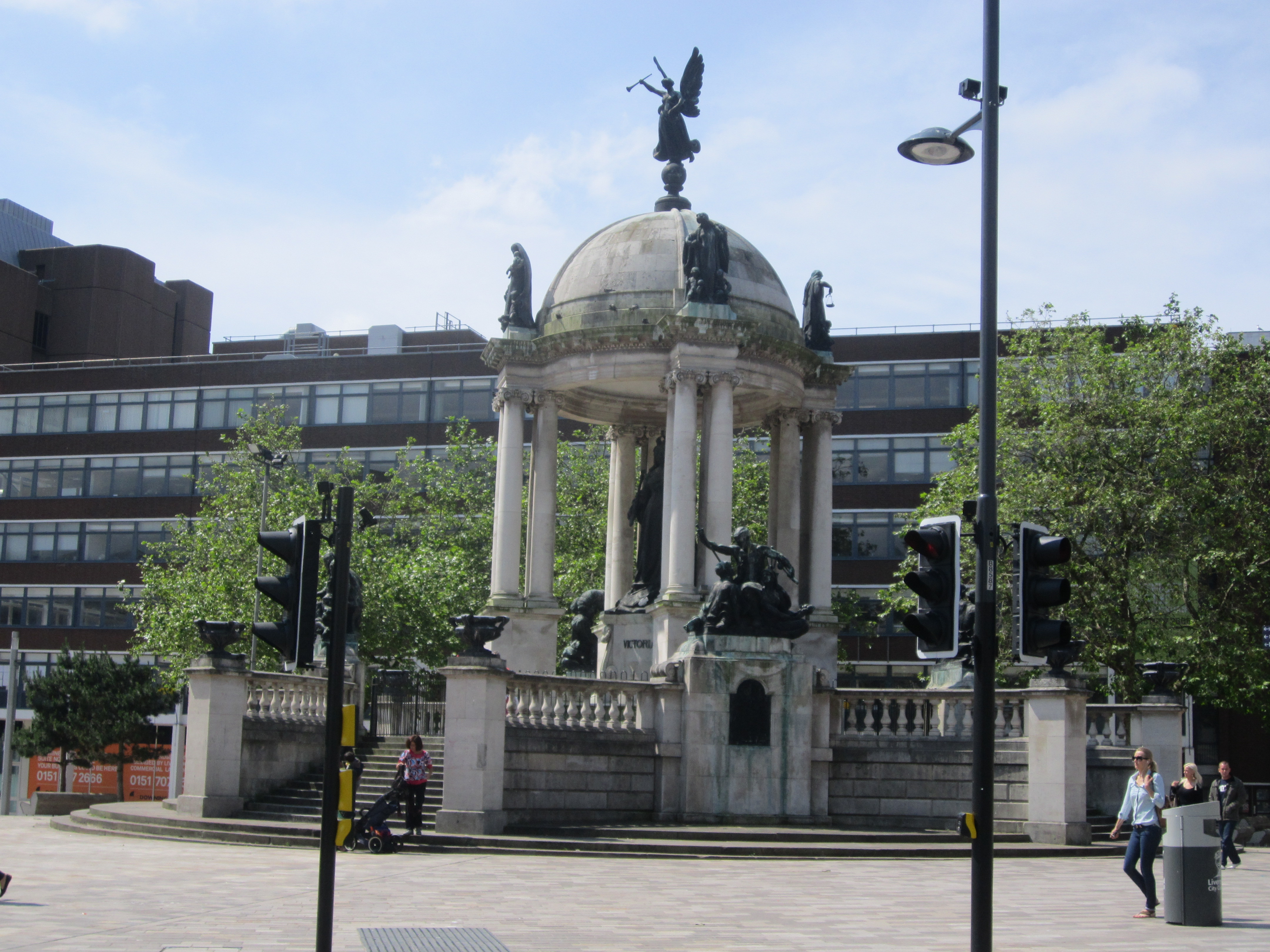
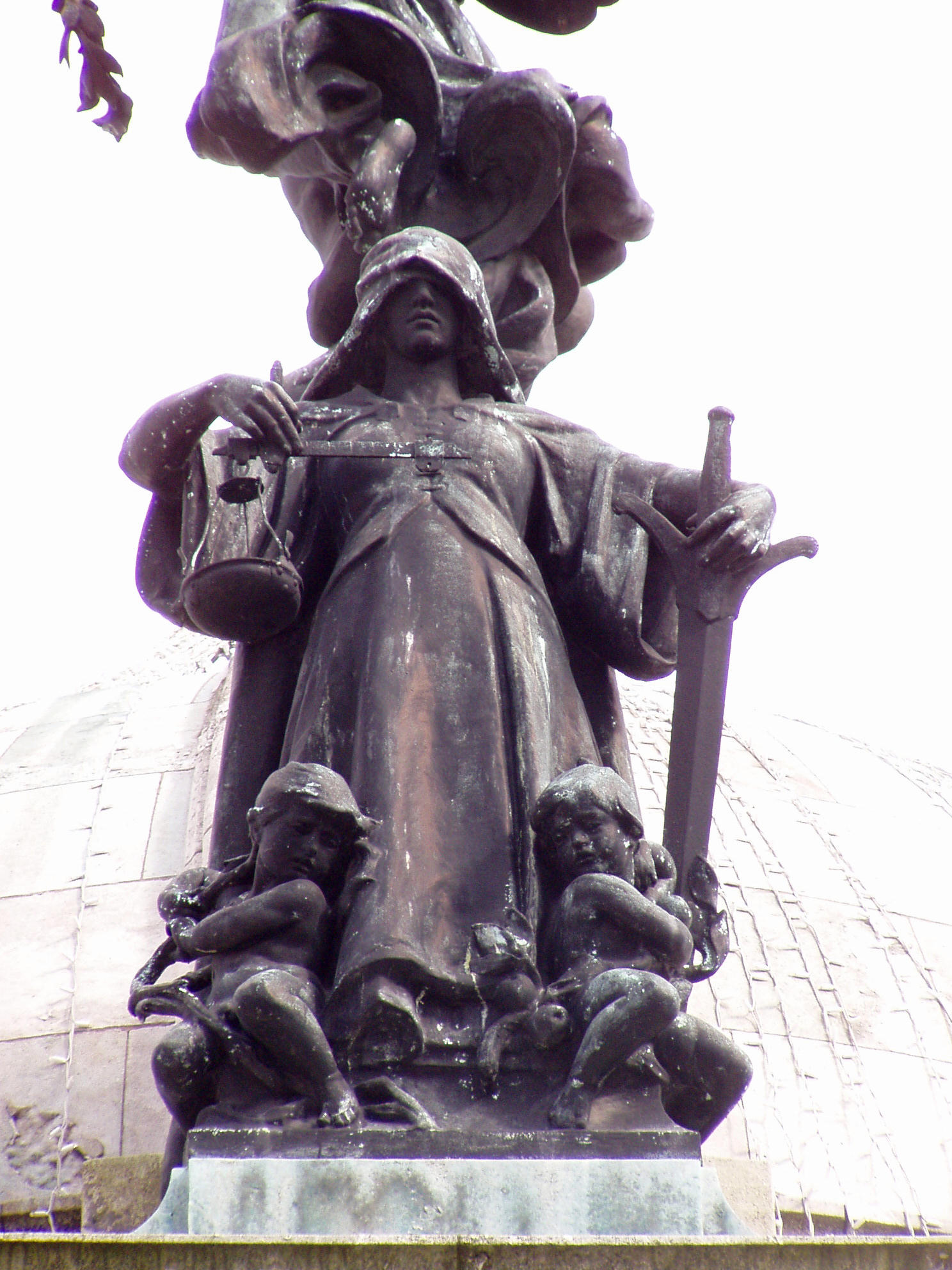
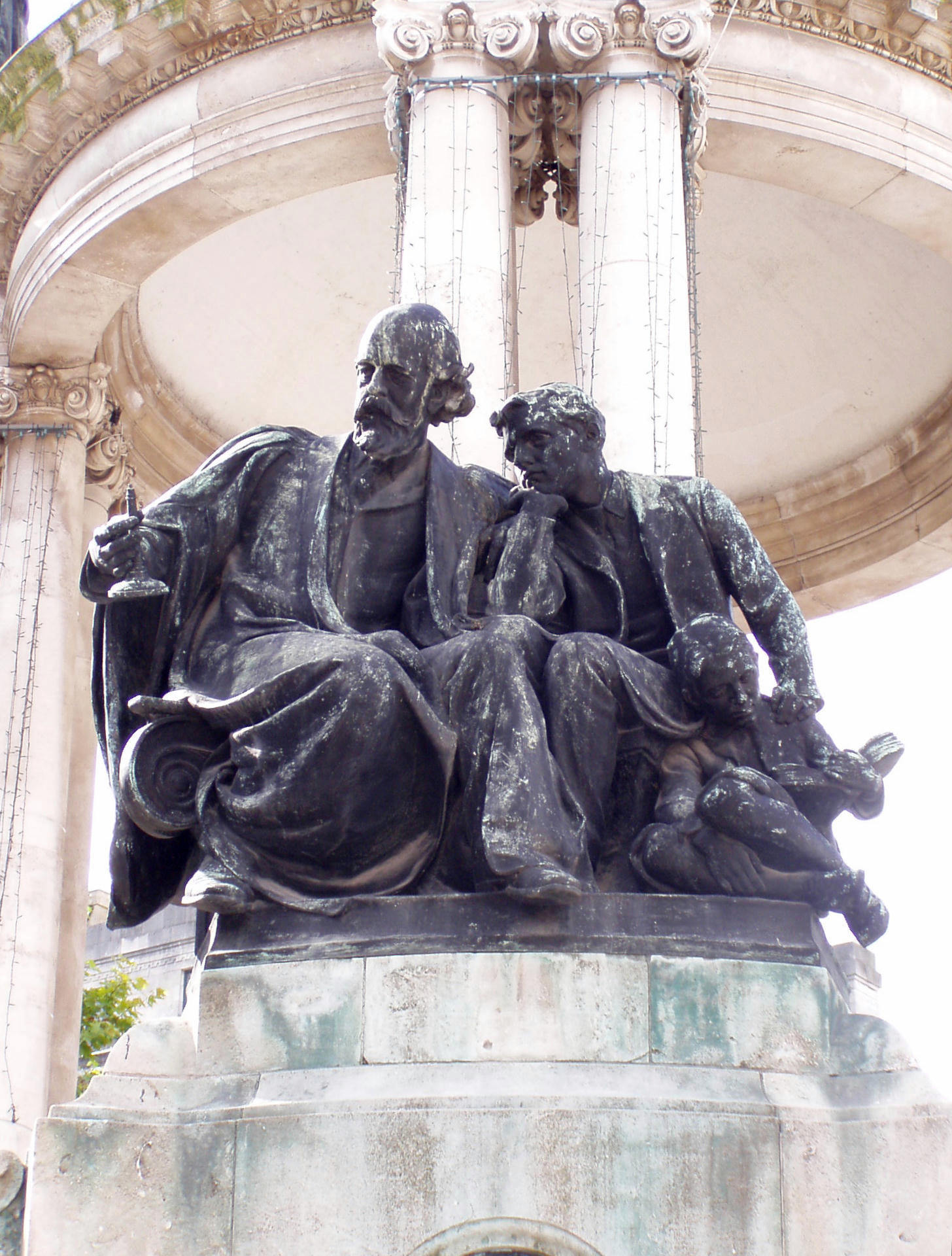